# Пенраддок
Пенраддок (англ. Penruddock) — маленькая деревня на крайнем северо-западе Англии, входящая в состав церемониального графства Камбрия. Находится в 8.9 километра к западу от города Пенрит. Является частью общины Хаттон (англ. Hutton).
Название Пенраддок кумбрийского происхождения. С учётом нахождения краснозёмов и красного песчаника к югу от деревни, слово «Пенраддок» скорее всего происходит от слова «pen» — «холм» и производного от слова «rhudd» — «красный». «Красный холм» также считается переводом названия «Пенрит». Сама деревня Пенраддок расположена на известняке, скалистые обнажения которого видны во многих местах. Почва над известняком представляет собой довольно тяжёлую глину, которая удерживает воду, в результате чего помогает сохранить растительность во время засухи, однако создаёт чрезмерно влажные условия на длительные периоды в зимние месяцы.
Ранее в деревне существовала железнодорожная станция на закрытой в 1970-х годах линии «Cockermouth, Keswick and Penrith Railway». Здание станции было снесено 4-го марта 1997 года. Ближайшая действующая станция находится в городе Пенрит.